# 弗拉利涅
弗拉利涅（法語：Fralignes，法語發音：[fʁaliɲ]）是法国奥布省的一个市镇，属于特鲁瓦区。

## 地理
弗拉利涅（48°9'50"N, 4°22'27"E）面积5.14 平方千米，位于法国大東部大區奥布省，该省份为法国中北部省份，北起马恩省，西接塞纳-马恩省，西南至约讷省，东南至科多尔省，东临上马恩省。
与弗拉利涅接壤的市镇（或旧市镇、城区）包括：布尔吉尼翁、马尼昂、马罗勒莱巴伊、维利昂特罗德。

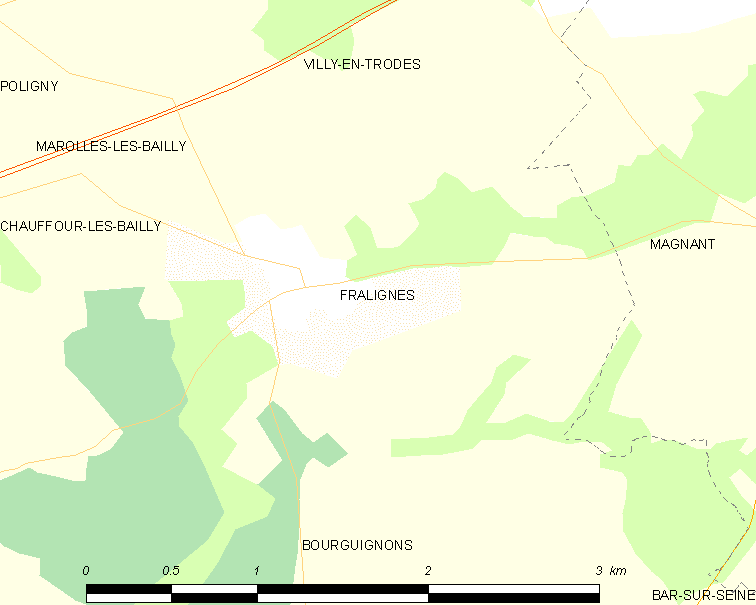
弗拉利涅的OSM定位图

弗拉利涅的时区为UTC+01:00、UTC+02:00（夏令时）。

## 行政
弗拉利涅的邮政编码为10110，INSEE市镇编码为10159。

## 政治
弗拉利涅所属的省级选区为塞纳河畔巴尔县。

## 人口

1962-2008年间弗拉利涅人口变化图示

弗拉利涅于2022年1月1日时的人口数量为96人。